# Реди
Реди (пол. Redy, нім. Retsch) — село в Польщі, у гміні Лідзбарк-Вармінський Лідзбарського повіту Вармінсько-Мазурського воєводства.
Населення — 292 особи (2011).
У 1975-1998 роках село належало до Ольштинського воєводства.

## Демографія
Демографічна структура станом на 31 березня 2011 року:
|          | Загалом | Допрацездатний вік | Працездатний вік | Постпрацездатний вік |
| -------- | ------- | ------------------ | ---------------- | -------------------- |
| Чоловіки | 150     | 33                 | 113              | 4                    |
| Жінки    | 142     | 33                 | 93               | 16                   |
| Разом    | 292     | 66                 | 206              | 20                   |